# Metal Gear Solid 2: Sons of Liberty Soundtrack 2: The Other Side
Metal Gear Solid 2: Sons of Liberty Soundtrack 2: The Other Side – druga oficjalna ścieżka dźwiękowa do gry Metal Gear Solid 2: Sons of Liberty wyprodukowanej przez Konami. Muzyka została skomponowana przez Norihiko Hibino. Płyta została wydana 26 stycznia 2002 – 2 miesiące po wydaniu gry w Japonii.

## Lista utworów
1. "Tanker Incident" – 9:27
2. "The Elevator Up to Hell" – 0:50
3. "Vamp's Dance" – 5:38
4. "Infiltration" – 1:59
5. "Battle" – 2:28
6. "Peter's Theme" – 1:43
7. "Countdown to Disaster" – 1:46
8. "Lady Luck Revisited" – 1:35
9. "Yell "Dead Cell"" – 2:00
10. "Metal Gear's Already Active!" – 3:05
11. "Arms Depot" – 2:00
12. "Memories of Hal" – 2:34
13. "Twilight Sniping" – 2:31
14. "Will the Virus Still Work?" – 2:51
15. "Comradeship" – 2:56
16. "Reminiscence" – 2:21
17. "Arsenal's Guts" – 2:52
18. "Prelude to the Denouement" – 3:12
19. "Father and Son" – 2:27
20. "Freedom to Decide" – 3:20